# Pattinaggio di figura ai IX Giochi asiatici invernali - Danza
La gara della danza sul ghiaccio si è svolta dall'11 al 12 febbraio 2024 al Heilongjiang Ice Events Training Centre Multifunctional Hall di Harbin, in Cina.

## Risultati
| Rank | Coppia                                        | SP    | FS     | Totale |
| ---- | --------------------------------------------- | ----- | ------ | ------ |
| 1    | Giappone Utana Yoshida Masaya Morita          | 68.88 | 104.43 | 173.31 |
| 2    | Cina Ren Junfei Xing Jianing                  | 64.29 | 106.96 | 171.25 |
| 3    | Giappone Azusa Tanaka Shingo Nishiyama        | 63.21 | 100.50 | 163.71 |
| 4    | Cina Xiao Zixi He Linghao                     | 62.64 | 97.34  | 159.98 |
| 5    | Kazakistan Gaukhar Nauryzova Boisangur Datiev | 55.02 | 87.14  | 142.16 |
| 6    | Indonesia Tasya Putri Dwiki Eka Ramadhan      | 35.51 | 54.63  | 90.14  |